# San Giuliano Terme
San Giuliano Terme je italská obec (comune) v provincii Pisa v regionu Toskánsko, přibližně 5 km severovýchodně od Pisy a asi 80 km západně od Florencie. Obec leží na úpatí Monte Pisano  mezi řekami Arno a Serchio a je známá svými termálními prameny, které byly využívány již v římských dobách.

## Historie
Lidské osídlení v oblasti je doloženo již v prehistorické době. V době římské nesla obec název Aquae Pisanae a její termální prameny zmiňuje již Plinius starší. Dodnes se zachovaly zbytky římského akvaduktu v lokalitě Caldaccoli.
Ve středověku byla obec předmětem sporů mezi Pisou a Luccou a v letech 1404–1406 byla zničena během bojů mezi Pisánskou republikou a Florencií. Roku 1406 se stala součástí Florentské republiky a později Velkovévodství Toskánského. V 18. století, za vlády lotrinské dynastie, byly postaveny hlavní lázeňské budovy.

## Památky
Mezi významné památky patří hrad Rocca di Ripafratta, středověká pevnost chránící údolí Serchia, a řada historických vil, například Villa di Corliano. K dalším zajímavostem patří pozůstatky římského akvaduktu a kostely v jednotlivých místních částech.

## Správa a kultura
Obec zahrnuje řadu místních částí (frazioni), mezi nimiž jsou například Ghezzano, Madonna dell’Acqua, Arena Metato nebo Pontasserchio. Každoročně se zde již více než 100 let pořádá zemědělský veletrh Agrifiera.